# Белогули
Белогули (рус. Белогули) малено је слатководно ледничко језеро у централном делу Псковске области, на западу европског дела Руске Федерације. Језеро се налази на подручју Псковске низије на западу Пушкиногорског рејона. Кроз језеро протиче река Сорот, десна притока Великаје, преко које је повезано са басеном Финског залива Балтичког мора.
Акваторија језера обухвата површину од око 3 км². Језеро је доста плитко са максималном дубином до 4 метра, односно просечном од око 2,7 метара. На језеру се налазе и два мања острва укупне површине 7,1 хектара.
На обали језера налази се село Бирјули, а само језеро налази се на подручју Михајловског музеја Александра Пушкина.